# سانگدو-دونگ
سانگدو-دونگ (به لاتین: Sangdo-dong) یک منطقهٔ مسکونی در کره جنوبی است که در ناحیه دونگجاک واقع شده است.